# Мнесиптолема
Мнесиптолема (дав.-гр. Μνησιπτολέμα; V століття до н. е.) — давньогрецька аристократа, дочка афінського полководця Фемістокла та дружина свого зведеного брата Археполіда — тирана Магнесії-на-Меандрі.

## Життєпис

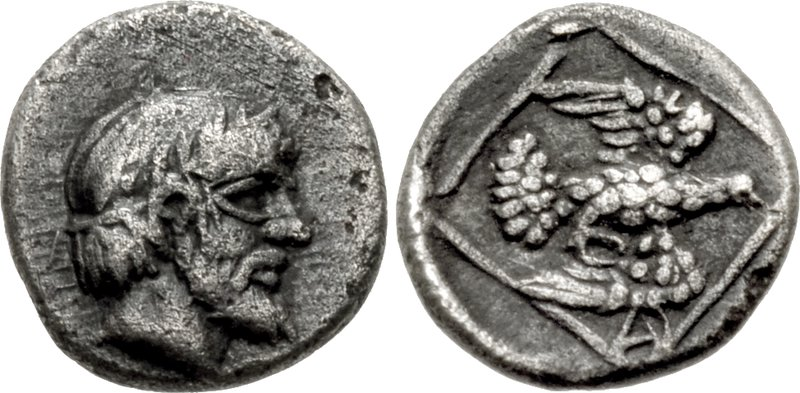
Тетартеморій Археполіда. Аверс — голова Зевса у вінку, реверс — орел у польоті

Мнесиптолема була дочкою афінського політика й полководця Фемістокла та його другої дружини. Її батько походив зі знатного жрецького роду Лікомідів, представники якого вели своє походження від героя Ліка. Ім'я матері невідоме, але дослідник Роберт Літтман припускав що вона була епіклерою, тобто єдиною дочкою-спадкоємницею. На думку дослідника Джеффрі Сміта, Мнесиптолема була названа на честь Мнесефіла — товариша та радника Фемістокла.
Фемістокл був одним із найвпливовіших політиків Афін свого часу, однак, унаслідок політичної боротьби, приблизно у 470 році до н. е. його вигнали з міста за допомогою остракізму. Через три роки, влада поліса проговорила його до смерті, вигнанцю з родиною вдалося знайти притулок лише у Державі Ахеменідів. Цар Артаксеркс I не тільки дозволив Фемістоклу зостатися у своїй державі, але й передав йому в управління міста Лампсак, Магнесію-на-Меандрі, Міунт, Перкоту та Палескепсіс. Ігор Суріков відмітив, що всі ці міста, крім Магнесії, перси вже не контролювали і їх передача вигнанцю була просто символічним жестом. Фемістокл фактично правив, у якості васального тирана, лише Магнесією-на-Меандрі, де карбував власну монету.
Згідно Плутарху, у Фемістокла було десять дітей, п'ять хлопчиків та п'ять дівчат. Мнесиптолема була дочкою від другого шлюбу, в якому народилися ще дві дівчинки — Нікомаха та Асія. Через те, що сестри не мали повнорідних братів, то всі вони стали спадкоємицями своєї матері. Мнесиптолема одружилася з Археполідом — сином Фемістокла від першого шлюбу, афінські закони дозволяли шлюб між дітьми від різних матерів. Нікомаха, після смерті Фемістокла, одружилася з Фрасіклом — своїм двоюрідним братом з боку батька, він же удочерив третю сестру — Асію. Ці ендогамні шлюби пояснювалися намаганням родичів Фемістокла зберегти статки, успадковані дочками другої дружини, всередині родини. Шлюб брата та сестри пояснювався складністю у пошуку женихів серед родичів через вигнання Фемістокла.
Після смерті Фемістокла у 459 році до н. е., йому наслідував Археполід. Це вдалося встановити завдяки знахідкам монет Магнесії-на-Меандрі, які за оформленням слідкували монетам Фемістокла, але мали напис Археполід. На думку дослідника Кеннета Шиді, сином Мнесиптолеми та Археполіда був Фемістокл-молодший, гіпотетичний наступний тиран Магнесії-на-Меандрі, який відомий лише з нумізматичних джерел. Джеффрі Сміт вважав, що у подружжя могло бути кілька синів, які повернулися до Афін. Їх нащадком міг бути Фемістокл, з яким спілкувався письменник Плутарх.